# Virga (exogeologia)
En astrogeologia, virga (plural virgae, abr. VI) és una paraula llatina que significa «branca» que la Unió Astronòmica Internacional (UAI) utilitza per indicar una característica de la superfície que és distingeix com una tira de color diferent del sòl circumdant.
A l'abril de 2018, la UAI tenia reconeguts 8 virgae. Les úniques estructures que fins ara han sigut classificades oficialment com virgae s'han identificat a Tità i s'han anomenat amb noms de déus de la pluja.
| Virga           | Latitud | Longitud | Diàmetre (km) | Epònim                                                                 | Referències |
| --------------- | ------- | -------- | ------------- | ---------------------------------------------------------------------- | ----------- |
| Bacab Virgae    | 19 S    | 151 W    | 485           | Bacab, déu maia de la pluja                                            | 7021        |
| Hobal Virga     | 35 S    | 166 W    | 1075          | Hobal, déu àrab de la pluja                                            | 7007        |
| Kalseru Virga   | 36 S    | 137 W    | 630           | Kalseru, serp d'arc de San Martí d'Austràlia que porta la pluja        | 7008        |
| Perkunas Virgae | 27 S    | 162 W    | 980           | Perkūnas, déu suprem lituà, governant de la pluja, el tro i el llampec | 7022        |
| Shivanni Virgae | 25 S    | 32 W     | 1400          | Shivanni, déu zuni de la pluja                                         | 7009        |
| Tishtrya Virgae | 23,84 N | 179,75 W | 276           | Tishtrya, déu persa de la pluja                                        | 15352       |
| Tlaloc Virgae   | 23,73 N | 207,7 W  | 600           | Tlàloc, déu asteca de la pluja                                         | 15354       |
| Uanui Virgae    | 45,2 N  | 235,3 W  | 917           | Uanui, déu maori de la «gran pluja»                                    | 14658       |